# Radical 42
小 est un sinogramme (hanzi chinois), un hanja (coréen), un hán tự (vietnamien) et un kanji (japonais) composé de 3 traits. Il signifie « petit ».
La translittération en pinyin est xiăo.
La translittération en coréen est : so.
En japonais, il se lit shō (ショウ) en lecture on et chii (ちい), ko (こ) ou sai (さい) en lecture kun. Il fait partie des kyōiku kanji de 1re année.
En vietnamien, la transcription est tiểu.